# パリの散歩道
「パリの散歩道」（原題：Parisienne Walkways）は、北アイルランドのギタリスト、ゲイリー・ムーアが1978年のアルバム『バック・オン・ザ・ストリーツ』で発表した楽曲。1979年にはシングル・カットされている。また、1993年には、この曲のライヴ・ヴァージョンがライヴ・アルバム『ブルース・アライヴ』からの先行シングルとしてリリースされている。
シン・リジィのフィル・ライノットと共作した曲で、共同プロデューサーのクリス・タンガリーディスによれば、ムーアからカセットのデモ録音を聴かされた時点で既に「Parisienne Walkways」というタイトルが付いており、その後ライノットが歌詞を完成させたという。レコーディングにはムーア（ギター）、ライノット（ボーカル&ベース）、ブライアン・ダウニー（ドラムス）が参加した。ムーアはピーター・グリーンから譲り受けた1959年製のギブソン・レスポール・スタンダードを使用している。
全英シングルチャートでは11週チャート圏内に入り、最高8位に達した。この曲は、ムーアの生涯において全英トップ10入りした2曲のうちの一つ（もう1曲は1985年の「アウト・イン・ザ・フィールズ」）である。

## ライヴにおける演奏
「パリの散歩道」は、ムーアのライヴにおいて頻繁に演奏された。1980年11月にインストゥルメンタルとして演奏されたライヴ音源は、アルバム『ライヴ・アット・ザ・マーキー』（1993年）に収録されている。1981年11月5日にグレッグ・レイクと共演した際のライヴ音源は、レイク名義のアルバム『イン・コンサート』（1995年）に収録された。
1993年のライヴ・アルバム『ブルース・アライヴ』からの先行シングルとしてリリースされたライヴ・ヴァージョンは、イギリスやフランスでナショナル・チャート入りしており、フランスでは15週連続でトップ40入りして最高9位を記録した。2003年5月22日のライヴ音源は、アルバム『ライヴ・アット・モンスターズ・オブ・ロック』（2003年）に収録された。2010年7月6日にモントルー・ジャズ・フェスティバルに出演した際のライヴ音源は、アルバム『ライヴ・アット・モントルー2010』（2011年）に収録された。

## 大衆文化における使用例
1996年公開の映画『The Last of the High Kings』のサウンドトラック（監督：デヴィッド・キーティング）で使用された。また、フィギュアスケート選手の羽生結弦が、『ライヴ・アット・ザ・マーキー』に収録されたヴァージョンを編集したものを2012-2013シーズン、2013-2014シーズンにわたりショート・プログラムで使用した。

## カヴァー
- シャドウズ - アルバム『String of Hits』（1979年）に収録[11]。
- 郷ひろみ - シングル「シャトレ・アモーナ・ホテル」（1983年）のB面に、「愛しい他人－パリの散歩道－」と改題したカヴァーを収録。ギターの旋律に合わせて新たに日本語詞をつけたもの。
- トライブ・オブ・ジプシーズ（英語版） - アルバム『スタンディング・オン・ザ・ショルダーズ・オブ・ジャイアンツ』（2000年）に収録[12]。